# Bessenbach
Bessenbach – miejscowość i gmina w Niemczech, w kraju związkowym Bawaria, w rejencji Dolna Frankonia, w regionie Bayerischer Untermain, w powiecie Aschaffenburg. Leży około 8 km na wschód od Aschaffenburga, przy autostradzie A3.

## Dzielnice
W skład gminy wchodzą trzy dzielnice:
- Keilberg
- Straßbessenbach
- Oberbessenbach

## Polityka
Wójtem jest Franz Straub. Rada gminy składa się z 16 członków:
|      | CSU | SPD | Wolny Związek Wyborczy | Zieloni | Razem     |
| 2002 | 12  | 8   | 3                      | 1       | 16 miejsc |

## Współpraca
Miejscowości partnerskie:
- Dury, Francja (od 1985)
- Sains-en-Amiénois, Francja (od 1985)
- Saint-Fuscien, Francja (od 1985)